# Violer groc
El violer groc, flor de Sant Vicent, giroflé, ravenissa o violera vella de flor groga (Erysimum cheiri) és una planta d'ús ornamental de la família de les brassicàcies conegudes també com a crucíferes. És una planta herbàcia perenne, llenyosa a la base, amb pilositat, de 20 a 80 cm d'alt. Les fulles tenen disposició alternada i són de forma lanceolada. Les flors són grogues, sovint amb taques marronoses, disposades en raïms. Els fruits són en síliqua. És una planta originària del Mediterrani oriental de la regió egea (Grècia i Turquia). És molt semblant al violer d'olor, però de fullatge no blanquinós i de flors grogues, també molt flairoses, i cultivada com a ornamental. Molt usada en la jardineria tradicional. El calendari revolucionari francès li va dedicar el dia 3 del mes de ventós amb el nom francès de violier.

## Galeria

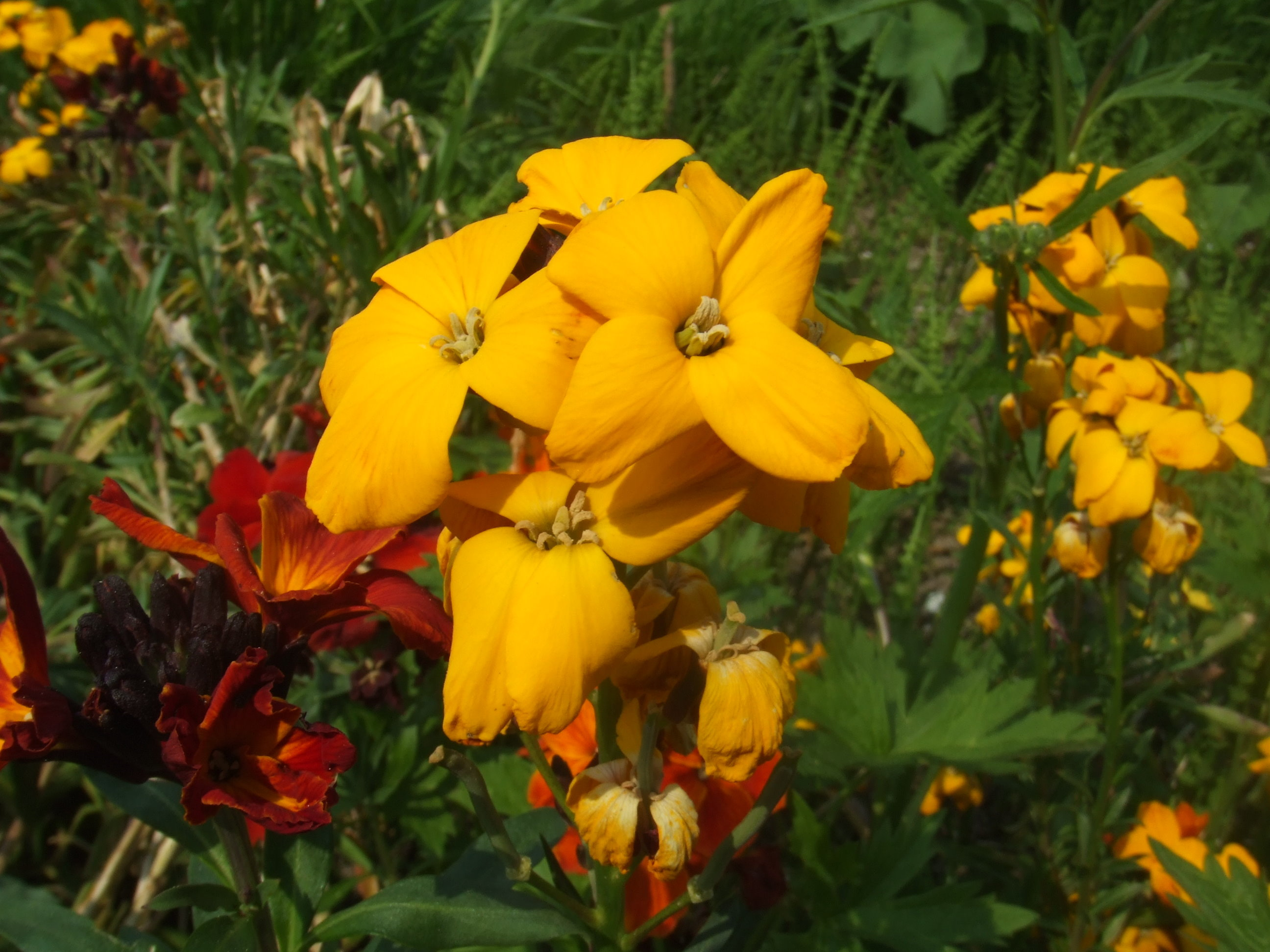
Flors
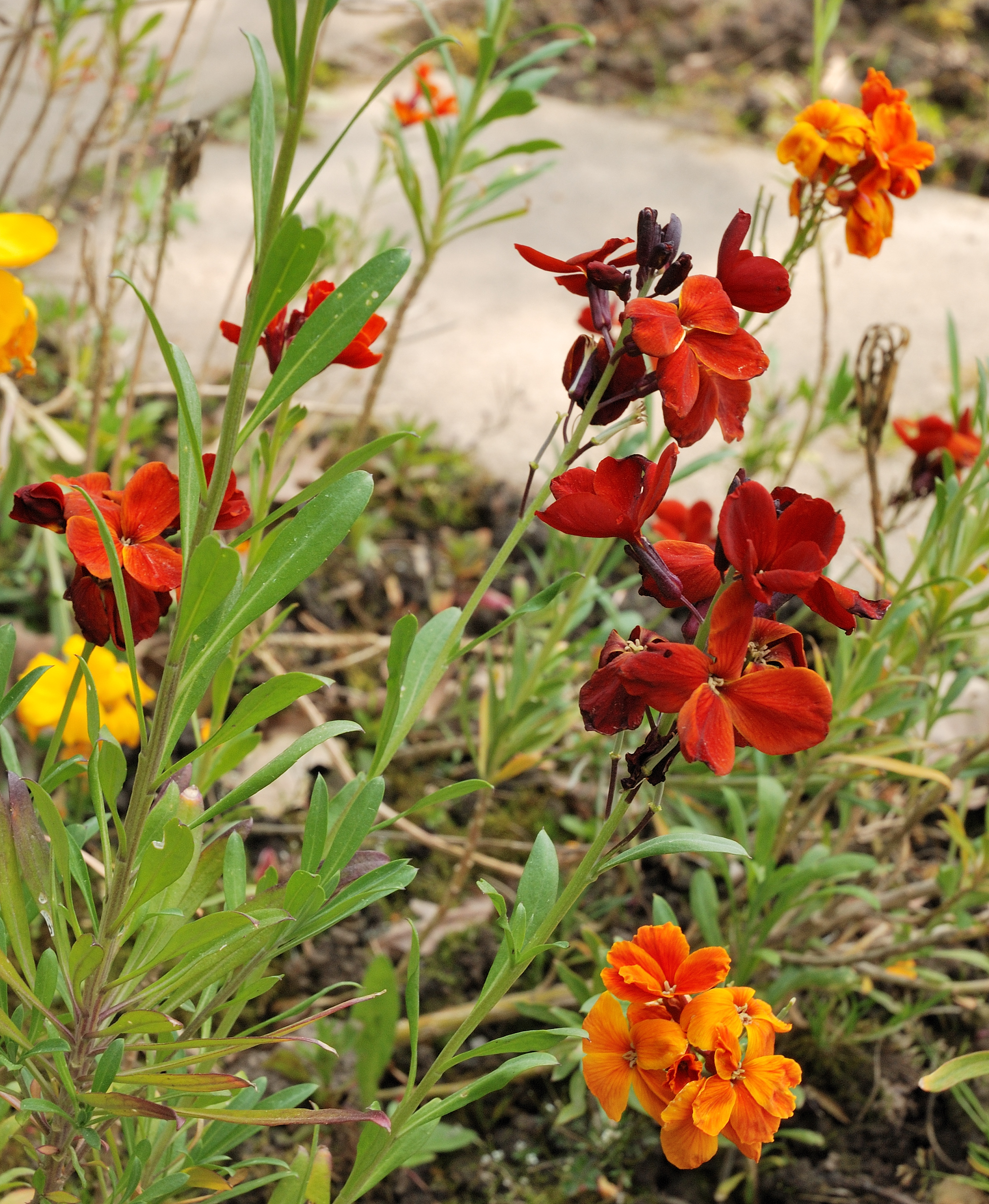
Vista de la planta
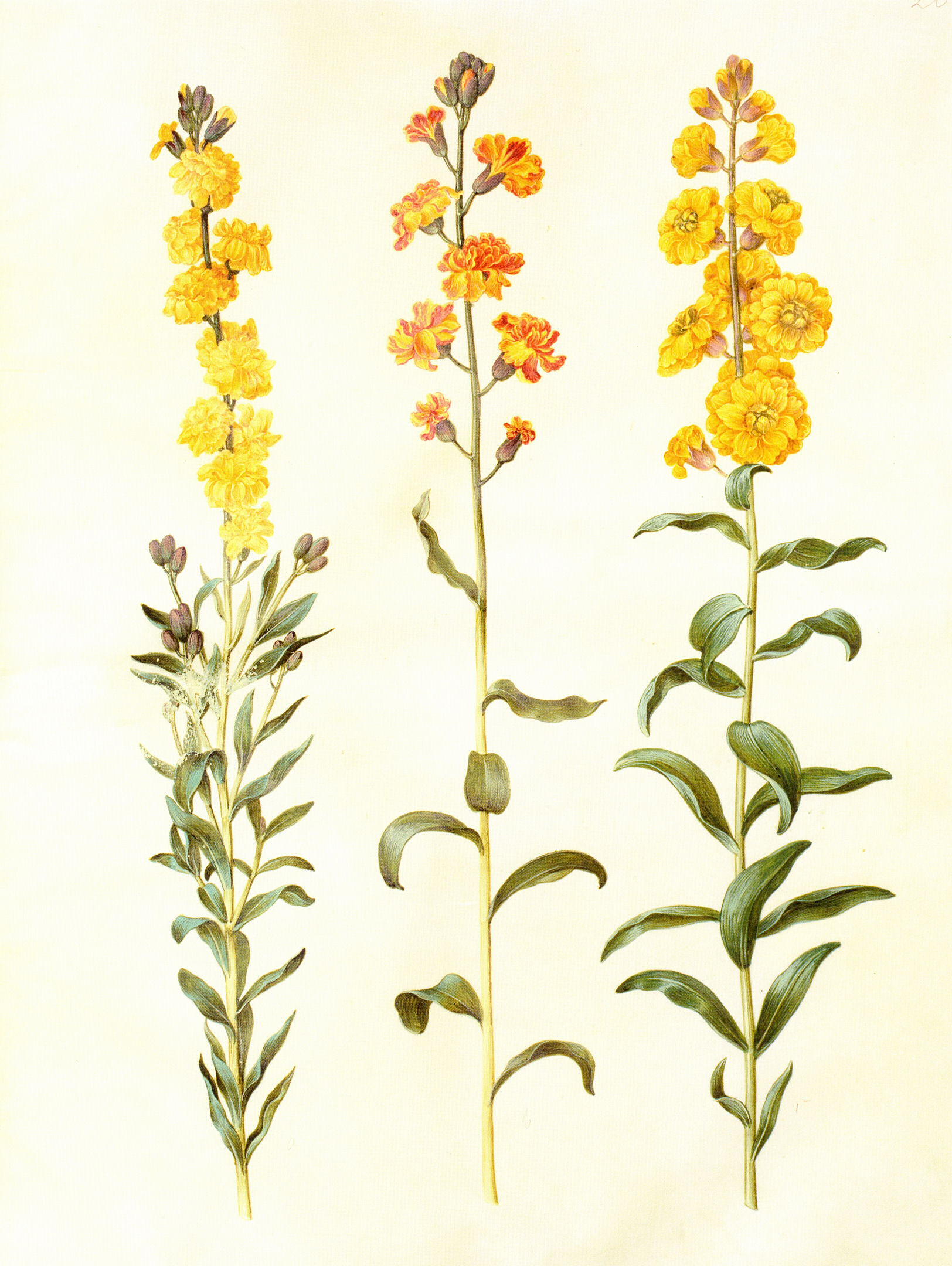
Il·lustració
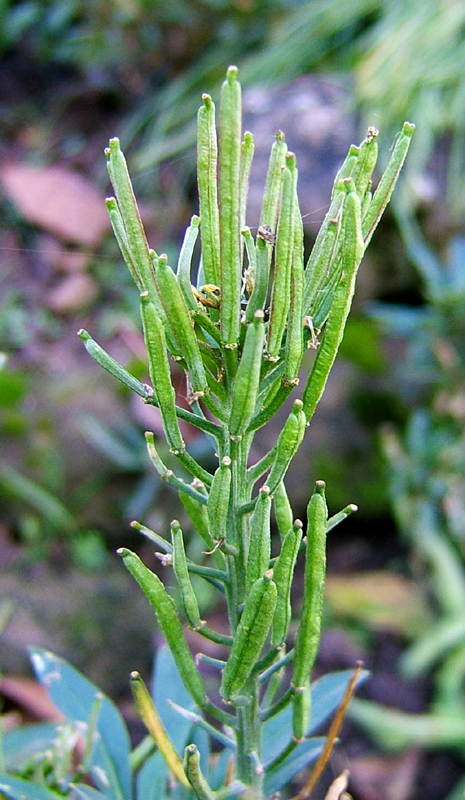
Vista de la planta
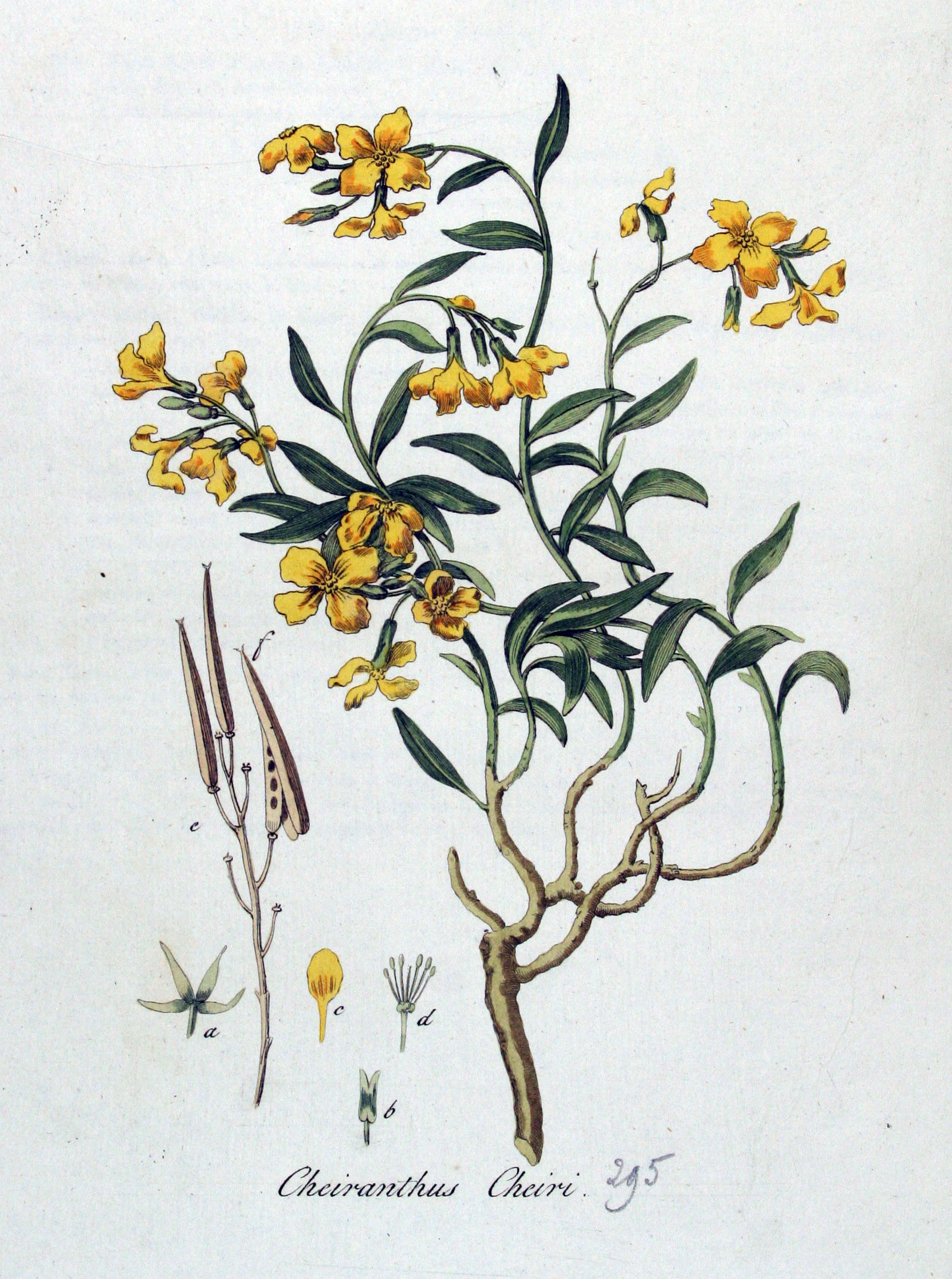
Il·lustració